# 凸螺屬
凸螺屬是裂螺科之下的一個属，是一個海洋腹足纲软体动物的海螺分類單元，舊屬Hemitominae亞科，今屬Zeidorinae亞科。

## 物種
本屬只有下列四個物種：
- Montfortista excentrica（英语：Montfortista excentrica） (Iredale（英语：Tom Iredale）, 1929)
- Montfortista kirana（英语：Montfortista kirana） (Habe, 1963)
- 老汉凸螺 Montfortista oldhamiana ((G. Nevill & H. Nevill（英语：Geoffrey Nevill (malacologist)）, 1869)：分布于韩国、台湾，常栖息在潮间带岩礁区[4]。
- Montfortista panhi（英语：Montfortista panhi） (Quoy & Gaimard, 1834)

## 外部連結
- Issel, A. (1869). Malacologia del Mar Rosso. Ricerche zoologiche e paleontologiche. Biblioteca Malacologica, Pisa. xi + 387 pp., pls 1-5 （页面存档备份，存于）